# NGC 7087
NGC 7087 ist eine Spiralgalaxie vom Hubble-Typ Sab im Sternbild Kranich am Südsternhimmel. Sie ist schätzungsweise 227 Millionen Lichtjahre von der Milchstraße entfernt.
Das Objekt wurde am 4. September 1834 vom britischen Astronomen John Herschel entdeckt.